# Franko (rappeur)
Pour les articles homonymes, voir Franko.
Franko, de son vrai nom Kinguè Franck Junior, est un rappeur camerounais né le 26 décembre 1987 à Matam. Il commence sa carrière musicale en 2003, mais se fait véritablement connaitre sur la scène internationale à partir de septembre 2015 grâce au succès de son titre Coller la petite, single certifié disque d'or en France en 2016.

## Biographie
Débuts
Né le 26 décembre 1987 à Akwa, l'un des plus célèbres quartiers de la ville de Douala, Franko est un artiste camerounais originaire de la région du Littoral. Il fait ses premiers pas dans la musique en 2003, inspiré par le groupe camerounais Babylone Squad. Il écume alors essentiellement les concerts scolaires jusqu'en 2005 où il sera invité à faire la première partie du groupe Dis l'heure de Ragga à Douala. Il se lance par la suite dans les compétitions de rap et remporte en 2007 la compétition Challenge Vacances dans la catégorie rap, puis en 2010, il remporte le Rap Come Test, la catégorie rap de la compétition Mboa Come Test. 
Deux ans après l'obtention de son baccalauréat, il décide de se lancer pleinement dans une carrière musicale. Il enchaine alors les grandes scènes entre 2011 et 2014 dans les premières parties d'artistes de renom tels que Sexion d'Assaut, Toofan, Zaho,  et les stars nigérianes 2face Idibia et Chidinma.
Éducation
Franko est titulaire d'un brevet de technicien supérieur en marketing.

## Carrière musicale

### Début
Franko est révélé au public camerounais à travers son premier single Les Filles d'aujourd'hui, titre avec lequel il fait le tour de plusieurs grandes scènes au Cameroun. En 2013, il sort l'album c’est le rap ke tu veux voir ?.

### Coller la Petite
En juillet 2015, Franko sort le titre Coller la petite qui deviendra, en quelques mois seulement, un tube planétaire. La vidéo de la chanson est en date du 30 mars 2016, le clip camerounais le plus regardé sur Youtube avec plus de 40 millions de vues. La chanson  Coller la petite bat les records d'audience au Cameroun et en Afrique et est considéré comme le tube africain de l'année. Le titre est classé pendant plusieurs semaines no 1 du Urban Hit sur la chaine de télévision Trace Urban.
Entre 2015 et 2017, la chanson coller la petite remporte de nombreux prix au Cameroun et à l'étranger parmi lesquels chanson de l'année et clip populaire de l'année aux Balafon Music Awards , Meilleur artiste d'Afrique Centrale aux Kundé, et chanson Populaire de l'année aux Canal 2'Or 2017,. Elle est aussi nommée  MTV Africa Music Awards en Afrique du Sud, Urban Music Awards à Londres, Afrimma aux USA, WatsUp TV Africa Music Video Awards au Ghana et AFRIMA au Nigéria.
En France, le single Coller la petite est vendu à plus de 75 000 exemplaires et cumule plus de 10 000 000 de streams, ce qui lui vaut d'être certifié Disque d'Or en France en décembre 2016.
Franko est signé sous le label Sonolive Prod, en coproduction avec le label français Juston Records et en distribution chez Wagram.

## Censure
Le 2 novembre 2015, quelques semaines après la sortie de la chanson Coller la petite, un arrêté du préfet du département de la Mifi dans la région de l'Ouest,  interdit la vente, la diffusion et la promotion de la chanson dont il juge les paroles obscènes. Cette censure crée un véritable buzz médiatique. L'interdiction est reprise par des médias internationaux importants, ce qui contribue à faire connaitre davantage la chanson et à l'exporter sur le marché international.
Après le Cameroun, la chanson est par la suite interdite de diffusion en République démocratique du Congo et l'État nigérien refuse à Franko un visa d'entrée et annule son concert prévu à Niamey le 13 février 2016.

## Discographie
Albums
- 2013 : C'est le rap que tu veux voir

Singles
- 2010 : Les Filles d'aujourd'hui
- 2015 : Coller la petite
- 2016 : Téléphone
- 2016 : Faut pas taper sur Madame
- 2017 : On S'assoit pas
- 2017 : Rockonolo (Remix) Feat Diamond Platnumz, Lumino, Mohombi
- 2018: Danse Ta Chose
- 2018 : Partenaire

## Tournées
À la suite du succès de son tube Coller la petite, Franko entame le 31 octobre 2015, sa première tournée internationale. Il enchaine des spectacles dans plusieurs pays africains dont la Guinée équatoriale, la Côte d'Ivoire, la Guinée Conakry, le Congo-Brazzaville, le Tchad, le Togo. Entre janvier et mars 2016, il se produit sur plusieurs scènes en France, en Belgique et aux Antilles, dont un concert au Zénith de Paris le 27 mars 2016. Franko est le premier artiste camerounais à prester sur la scène des MTV Base en 2016. Il est également invité à faire un show au Gabon lors de la cérémonie d'ouverture de la CAN 2017.

## Récompenses et nominations
- 2007 : Vainqueur de la catégorie RAP lors de la compétition Challenge Vacances
- 2010 : Vainqueur du Rap Come Test de la compétition Mboa Come Test
- 2015 : Nommé au Canal 2'Or avec son album C'est le rap que tu veux voir
- 2015 : Chanson de l'année et clip populaire de l'année avec Coller la Petite aux Balafon Music Awards
- 2016 : Meilleur artiste d'Afrique Centrale aux Kundé au Burkina Faso
- 2016 : Chanson la plus téléchargée aux MTNZik Awards
- 2016 : Nommé au Afrimma awards dans deux catégories: Meilleur artiste masculin d'Afrique Centrale, Chanson de l'année (Coller la Petite)
- 2016 : Nommé au Afrima dans la catégorie meilleur artiste masculin
- 2016 : Nommé  aux WatsUp TV Africa Music Video Awards au Ghana dans les catégories : Meilleur clip de l'année, meilleur clip Afrique centrale, et meilleure vidéo africaine avec Coller la petite
- 2016 : Triple nomination aux MTV Africa Music Awards dans les catégories  Chanson de l'année (Coller la petite), Révélation de l'année et Meilleur artiste francophone.
- 2016 : Disque d'or en France avec le titre Coller la petite.
- 2016 : Nommé Artiste Africain de l'année aux
- 2017 : Chanson Populaire de l'année aux Canal 2'Or
- 2017 : Nommé aux BET AWARDS Meilleur artiste francophone .
- 2017 : Meilleur Artistes de rap au Challenge Music Kribi